# آنیکا تاملا
آنیکا تاملا (انگلیسی: Annika Tammela; ۱ ژوئیهٔ ۱۹۷۹ – ۲۶ ژوئن ۲۰۰۱) بازیکن فوتبال اهل استونی بود.
وی همچنین در تیم ملی فوتبال Estonia بازی کرده‌است.